# Robert Lindsay, XXIX conte di Crawford
Robert Alexander Lindsay, XXIX conte di Crawford e XII conte di Balcarres (Londra, 5 marzo 1927 – Fife, 18 marzo 2023), è stato un nobile e politico scozzese. Noto con il titolo di cortesia di lord Balniel tra il 1940 e il 1975, fu membro del Parlamento dal 1955 al 1974. In quanto conte di Crawford e Balcarres, era il capo del clan Lindsay e fu primo conte di Scozia dal 1975 al 2019.
Dopo le elezioni generali dell'ottobre 1974, fu nominato pari a vita ed entrò nella Camera dei lord. Dopo la morte di lord Eden di Winton il 23 maggio 2020, Lindsay divenne l'ex deputato di più antica data di elezione, essendo entrato per la prima volta in Parlamento con le elezioni generali del 1955.

## Primi anni di vita e formazione
Robert Lindsay nacque nel quartiere di Marylebone a Londra il 5 marzo 1927 ed era il figlio maggiore di David Lindsay, XXVIII conte di Crawford, e di sua moglie, Mary Katherine Cavendish, figlia di Richard Cavendish, aristocratico, scrittore, magistrato e politico.
Studiò all'Eton College e al Trinity College dell'Università di Cambridge. Dal 1945 al 1948 prestò servizio nei Grenadier Guards. Fu addetto onorario presso l'ambasciata britannica a Parigi dal 1950 al 1951 e poi lavorò per il Conservative Research Department.

## Carriera
Alle elezioni generali del 1955, a 28 anni di età, fu eletto per il Partito Conservatore nel seggio di Hertford. Prestò servizio come segretario privato parlamentare di Henry Brooke fino al 1959.
Mentre i conservatori era all'opposizione, Balniel fu portavoce per gli affari esteri dal 1965 al 1967, quindi entrò a far parte del governo ombra come portavoce dei servizi sociali. Dopo la vittoria del partito alle elezioni generali del 1970, fu ministro di Stato per la difesa dal 1970 al 1972 e ministro di Stato per gli affari esteri e del Commonwealth dal 1972 al 1974.
Balniel passò a rappresentare il collegio di Welwyn e Hatfield alle elezioni generali del febbraio 1974, vincendo di poco il seggio, ma fu sconfitto alle elezioni generali dell'ottobre successivo.
Nel gennaio del 1975 fu creato pari a vita con il titolo di barone Balniel, di Pitcorthie nella contea di Fife. Il 13 dicembre dello stesso anno, alla morte del padre, gli succedette nei titoli. Dopo l'approvazione dell'House of Lords Act del 1999, continuò a rimanere membro della Camera in virtù della sua paria a vita. Si ritirò dalla Camera dei lord il 28 novembre 2019.
Fu membro del Consiglio privato del Regno Unito dal 4 febbraio 1972, vice luogotenente di Fife dal 23 luglio 1976  e lord ciambellano della regina madre dal 1992 al 2002.
Fu anche presidente della Rural District Councils Association e dal 1959 al 1965, della National Association for Mental Health dal 1963 al 1970, della Historic Buildings Council for Scotland dal 1976 al 1983, primo commissario della Crown Estate dal 1980 al 1985, della Royal Commission on the Ancient and Historical Monuments of Scotland dal 1985 al 1995 e della National Library of Scotland dal 1990 al 2000.

## Vita personale
Il 27 dicembre 1949 sposò Beatrice Ruth Meyer-Bechtler, figlia di Leo Meyer-Bechtler. Dalla loro unione nacquero quattro figli:
- Lady Bettina Mary Lindsay (26 giugno 1950), sposò Peter Drummond-Hay, ebbero quattro figli;
- Lady Iona Sina Lindsay (10 agosto 1957), sposò Charles Mackworth-Young, non ebbero figli;
- Anthony Robert, XXX conte di Crawford (24 novembre 1958), sposò Nicola A. Bicket, ebbero quattro figli;
- Alexander Walter Lindsay (18 marzo 1961).

## Morte
Morì a Balcarres House a Fife verso le ore 12 del 18 marzo 2023 all'età di 96 anni. Le esequie si tennero il 27 marzo alla presenza dei suoi familiari più stretti. Il 26 luglio dello stesso anno si tenne un servizio commemorativo presso la cappella di San Salvatore a Saint Andrews. In seguito le sue ceneri furono sepolte presso la cappella nella tenuta di Balcarres. I suoi titoli ereditari passarono al figlio maggiore, Anthony.